# 柿木金助
柿木 金助（かきのき きんすけ、生年不詳 - 宝暦13年8月21日（1763年9月28日））は、江戸時代の盗賊で、元は尾張国中島郡柿木島村（のちの愛知県稲沢市）生まれの百姓。

## 人物
正徳2年（1712年）、大凧をもちいて名古屋城の金鯱の鱗を盗んだという。ただし、この話は伝説であり、実際には名古屋城本丸の土蔵に侵入し、舟を使って逃走した。宝暦13年（1763年）8月21日、名古屋の町を引き回しのうえ、尾張藩の刑場・土器野（かわらけの）で磔獄門に処せられた。
彼が金鯱の鱗を盗んだという話は、天明3年（1783年）大坂で上演された初代・並木五瓶作の歌舞伎「傾城黄金鯱（けいせいこがねのしゃちほこ）」などに脚色された。